# 小行星6202
小行星6202（6202 Georgemiley）是一颗绕太阳运转的小行星，为主小行星带小行星。该小行星于1971年3月26日发现。

## 轨道参数
小行星6202的轨道半长轴为2.3254000 UA，离心率为0.218。